# Van de koele meren des doods (soundtrack)
Van de koele meren des doods is de originele soundtrack, gecomponeerd door Erik van der Wurff voor de film Van de koele meren des doods uit 1982 van Nouchka van Brakel. Het album werd uitgebracht in 1982 door Harlekijn.
De muziek werd opgenomen in de Wisseloordstudio's in Hilversum door producent Erik van der Wurff met geluidstechnicus Pieter Boer en Ronald Prent.

## Tracklijst
Alle nummers geschreven door Erik van der Wurff.

| 1.                 | Van de koele meren des doods          | 3:17 |
| 2.                 | Als sneeuw voor de zon                | 2:41 |
| 3.                 | How she longed to get out of the hole | 3:12 |
| 4.                 | Het aanzoek                           | 1:44 |
| 5.                 | 2 mannen en een vrouw                 | 1:44 |
| 6.                 | Prelude                               | 2:02 |
| 7.                 | Liedje van verlangen                  | 3:20 |
| 8.                 | Kermis in de hel                      | 2:56 |
| 9.                 | Johan                                 | 2:30 |
| 10.                | Prelude                               | 2:21 |
| 11.                | Het spoor bijster                     | 2:08 |
| 12.                | Van de koele meren des doods          | 4:08 |
| Totale duur: 32:03 |                                       |      |

## Personeel
- Marjan van Giel – zang
- Sylvia Houtzager –  viool, altviool
- Chris Lookers – gitaar
- Harry Mooten – accordeon
- Dick Vennik – saxofoon, basklarinet, altblokfluit
- Erik van der Wurff – piano, synthesizer